# Republikken Karatjajevo-Tjerkessien
Republikken Karatjajevo-Tjerkessien er en af 21 autonome republikker i Den Russiske Føderation beliggende i den nordlige del af Kaukasus. Republikken har 469.060(2015) indbyggere og et areal på 14.277 km².
Området fik status af Karatjajevo-Tjerkesskaja autonome oblast i 1922, fra 1926 blev oblasten opdelt i Karatjajevo og Tjerkesskaja autonome oblaster, der blev opløst i 1943. I 1957 blev Karatjajevo-Tjerkesskaja autonome oblast genoprettet, for i 1992 at blive til Republikken Karatjajevo-Tjerkessien. Republikken grænser mod vest og nordvest til Krasnodar kraj, mod øst og sydøst til Republikken Kabardino-Balkarien, mod nord og nordøst til Stavropol kraj, samt mod syd til Georgien, primært den løsrevne, ikke-internationalt anerkendte republik, Abkhazia.
Republikkens højeste bjerg er Mount Elbrus, der med sine 5.642 meter er Europas højeste bjerg, og ligger på grænsen til Kabardino-Balkarien.

## Floder
Der er 172 floder i republikken; de største floder er:
| - Aksaut - Bolshaya Laba - Bolshoy Zelenchuk - Daut | - Kuban - Kuma - Kyafar - Maly Zelenchuk | - Marukha - Podkumok - Teberda - Urup |

Der er omkring 130 søer i republikken.